# Новосергієвка (Кожевниковський район)
Новосергі́євка (рос. Новосергеевка) — село у складі Кожевниковського району Томської області, Росія. Входить до складу Малиновського сільського поселення.

## Населення
Населення — 332 особи (2010; 410 у 2002).
Національний склад (станом на 2002 рік):
- росіяни — 99 %